# Johannes Wenke
Johannes Wenke (* 19. Oktober 1910 in Einswarden; † 15. August 1977) war ein  Politiker (SPD) und für Bremerhaven Mitglied der Bremischen Bürgerschaft.

## Biografie
Wenke war als Technischer Angestellter der Bremerhavener Stadtwerke tätig und hier zudem Personalratsvorsitzender. Danach arbeitete er bemi Magistrat der Stadt und war auch hier Personalratsvorsitzender. 
Er war Mitglied der SPD und war Vorsitzender des SPD-Ortsvereins Geestemünde.
Von 1955 bis 1975 war er 20 Jahre lang Mitglied der Bremischen Bürgerschaft (Landtag) und in zahlreichen Deputationen und Ausschüssen der Bürgerschaft tätig. Von 1959 bis 1975 war er Schriftführer im Bürgerschaftsvorstand.